# Unità ingegneristica
Per unità ingegneristica (a volte siglata come U.I. o E.U.) si intende un'unità di misura adeguata ad esprimere direttamente il valore della grandezza fisica misurata. La definizione apparentemente autoreferenziale si rende necessaria quando, a partire dalla metà del XX secolo, si sviluppa l'uso dei trasduttori nei sistemi di misura.
In passato tutti gli strumenti erano realizzati e calibrati in modo da rendere direttamente disponibile alla lettura scale che esprimevano i valori nell'appropriata unità di misura; esempio: un calibro aveva (e ha ancora) una scala graduata in millimetri (frazione dell'unità di misura della lunghezza, il metro). Oggi, ovunque sia possibile, si fa lo stesso.
Recentemente però, con la diffusione dei trasduttori, specie quelli elettrici/elettronici, le cose si sono un po' complicate. I trasduttori traducono il valore della grandezza misurata in un valore in un'altra grandezza, quasi sempre di natura elettrica, e la misura deve essere effettuata attraverso un visualizzatore o un registratore che legge quest'ultima. Si arriva così a fare una "lettura diretta" con un'unità di misura (tipicamente volt o ampere) che non esprime direttamente il valore del misurando in un'unità di misura adeguata.
Un semplice esempio potrebbe essere la misura di una pressione di un circuito idraulico, realizzata con un sistema di misura composto da un trasduttore di pressione e un tester. La pressione del circuito viene convertita in un segnale in tensione dal trasduttore; l'uscita del trasduttore viene collegata all'ingresso del tester (preventivamente settato per leggere una tensione elettrica). A questo punto l'utilizzatore farà la lettura della pressione in termini di volt (che non è un'unità di misura della pressione). Infine, basandosi sulle specifiche tecniche del costruttore o sul foglio di taratura più recente, l'utilizzatore dovrà convertire la lettura (in volt) nell'equivalente unità di misura di pressione (es. in bar).
In aiuto agli utilizzatori, ormai è disponibile una vasta gamma di strumenti (visualizzatori, registratori e acquisitori), che possono preventivamente essere impostati in modo da trasformare automaticamente il segnale elettrico letto in una misura già espressa nella relativa unità ingegneristica.